# Kanton Mulhouse-3
Kanton Mulhouse-3 (fr. Canton de Mulhouse-3) je francouzský kanton v departementu Haut-Rhin v regionu Grand Est. Tvoří ho pouze obec Illzach a část města Mylhúzy. Zřízen byl v roce 2015.